# 丸屋真也
丸屋 真也（まるや しんや、1947年 - ）は日本の牧師。臨床心理学博士、牧会学博士。

## 経歴
1947年、山形県西村山郡西川町生まれ。1965年、山形県立寒河江高等学校卒業。明治大学卒業。1973年、聖書神学舎卒業。1973年7月 - 1978年8月、保守バプテスト同盟上山聖書バプテスト教会牧師を経て、米国に留学する。バイオラ大学大学院博士課程修了。牧会学博士。アメリカ臨床心理専門大学院（臨床心理学）で臨床心理学博士号取得。
1996年に帰国し、ライフ・プランニング・センター（理事長、日野原重明）の研究教育部長、「臨床心理ファミリー相談室」室長として勤務した（ - 2006年）。2006年9月 IMF（家族・結婚研究所）を設立し、代表就任（相談室長兼任）。

## 人物
- 日本人によく見られる共依存の家族関係が研究のテーマである[要出典]。
- 牧師の経験があるクリスチャンのカウンセラーとして、クリスチャン特に牧師とその家族のカウンセリングの数少ない専門家である[要出典]。

## 著書
- 『新しいかたちの自立の実践』
- 『健全な家庭を築くカギ』（ライフ・プランニング・センター）
- 『心のオアシス』（女子栄養大学出版部）
- 『他人は変えられないけど、自分は変われる!』（リヨン社）
- 『健全な信仰とは何か』（いのちのことば社）